# Torsten Heine
Torsten Heine (* 17. Juli 1979 in Bad Muskau, DDR) ist ein ehemaliger deutscher Eishockeyspieler, der einen Großteil seiner Karriere beim ETC Crimmitschau in der 2. Eishockey-Bundesliga spielte. Seine Tochter Mathilda ist ebenfalls Eishockeyspielerin.

## Karriere
Heine begann seine Karriere in der Saison 1997/98 beim ES Weißwasser in der Hacker-Pschorr-Liga. In der darauf folgenden Saison wechselte er zum ETC Crimmitschau. Im Jahr 2002 spielte er 16 Spiele in der DEL für die Eisbären Berlin sowie 56 Spiele für den ETC Crimmitschau. Es folgten drei weitere Saisons für Crimmitschau in der 2. Eishockey-Bundesliga und der Oberliga. Nach dem direkten Wiederaufstieg mit dem ETC Crimmitschau in die zweite Liga, wechselte er nach Essen zu den Moskitos. Nach nur einer Saison zog es ihn wieder zurück nach Sachsen zum ETC, bei dem er das Kapitänsamt bis 2009 innehatte. Zur Saison 2009/10 gab er das Amt an Kevin Saurette ab und wurde wegen seiner Erfahrung als Alternativ-Kapitän bestimmt. Nach der Saison 2010/11 beendete Heine seine sportliche Karriere, blieb dem Verein jedoch als Nachwuchstrainer für die Kleinschüler erhalten. 

## Statistiken
|           |                         |              |    | Gesamte Saison | Gesamte Saison | Gesamte Saison | Gesamte Saison | Gesamte Saison |
| Saison    | Team                    | Liga         | GP | G              | A              | Pts            | PIM            |                |
| --------- | ----------------------- | ------------ | -- | -------------- | -------------- | -------------- | -------------- | -------------- |
| 1997/98   | ES Weisswasser          | HPL          | 2  | 0              | 0              | 0              | 0              |                |
| 1998/99   | ETC Crimmitschau        | 1. Liga Süd  | 57 | 7              | 5              | 12             | 34             |                |
| 1999/2000 | ETC Crimmitschau        | Oberliga Süd | 47 | 13             | 18             | 31             | 86             |                |
| 2000/01   | ETC Crimmitschau        | Oberliga Süd | 38 | 15             | 26             | 41             | 38             |                |
| 2001/02   | ETC Crimmitschau        | 2. BL        | 49 | 15             | 21             | 36             | 74             |                |
| 2002/03   | Eisbären Berlin         | DEL          | 16 | 0              | 0              | 0              | 4              |                |
| 2002/03   | ETC Crimmitschau        | 2. BL        | 56 | 8              | 19             | 27             | 70             |                |
| 2003/04   | ETC Crimmitschau        | 2. BL        | 59 | 22             | 37             | 59             | 78             |                |
| 2004/05   | ETC Crimmitschau        | 2. BL        | 63 | 15             | 28             | 43             | 80             |                |
| 2005/06   | ETC Crimmitschau        | Oberliga     | 55 | 18             | 38             | 56             | 42             |                |
| 2006/07   | Moskitos Essen          | 2. BL        | 56 | 7              | 8              | 15             | 24             |                |
| 2007/08   | ETC Crimmitschau        | 2. BL        | 57 | 10             | 28             | 38             | 87             |                |
| 2008/09   | Eispiraten Crimmitschau | 2. BL        | 47 | 10             | 12             | 22             | 77             |                |
| 2009/10   | Eispiraten Crimmitschau | 2. BL        | 41 | 3              | 7              | 10             | 36             |                |
| 2010/11   | Eispiraten Crimmitschau | 2. BL        | 56 | 12             | 22             | 34             | 36             |                |

(Legende zur Spielerstatistik: Sp oder GP = absolvierte Spiele; T oder G = erzielte Tore; V oder A = erzielte Assists; Pkt oder Pts = erzielte Scorerpunkte; SM oder PIM = erhaltene Strafminuten; +/− = Plus/Minus-Bilanz; PP = erzielte Überzahltore; SH = erzielte Unterzahltore; GW = erzielte Siegtore; 1 Play-downs/Relegation; Kursiv: Statistik nicht vollständig)